# スペンサー・ストライダー
スペンサー・ロバート・ストライダー（Spencer Robert Strider, 1998年10月28日 - ）は、アメリカ合衆国オハイオ州コロンバス出身のプロ野球選手（投手）。右投右打。MLBのアトランタ・ブレーブス所属。

## 経歴

### プロ入り前
2017年にクリスチャン・アカデミー・オブ・ノックスビル の投手としてMLBドラフト35巡目（全体1062位）でクリーブランド・インディアンスから指名されたが、この時は契約せずにクレムゾン大学へ進学した。
2018年にクレムソン・タイガースの投手として22試合に登板したが、トミー・ジョン手術が必要な肘尺側側副靭帯断裂を負い、2019年のシーズンを通して欠場。しかし、この間を使い大学のスポーツ心理学者と精神面の強化を、ストレングス及びコンディショニング・ディレクターと下半身の強化に取り組んだ。ストライダーはこの時間が成長に欠かせなかったと語っている。2020年シーズン中に怪我から復帰、4試合に先発登板した。

### プロ入りとブレーブス時代
2020年のMLBドラフト4巡目（全体126位）でアトランタ・ブレーブスから指名され、プロ入り。同年はCOVID-19の影響でマイナーリーグのシーズンが中止となり、公式戦への出場はなかった。
2021年はA級オーガスタ・グリーンジャケッツで開幕を迎え、A+級ローム・ブレーブス、AA級ミシシッピ・ブレーブス、AAA級グウィネット・ストライパーズとトントン拍子に昇格。マイナー4球団で22試合（うち先発21試合、94イニング）に登板し、3勝7敗、防御率3.64、153奪三振という成績を残した。10月1日にメジャー契約を結び、同日のニューヨーク・メッツ戦でメジャー初登板を果たした。
2022年は開幕を救援投手として迎え、5月30日から先発ローテーションに入った。9月1日のコロラド・ロッキーズ戦で8回16奪三振を記録し、延長戦を除いた1試合における球団最多奪三振記録を達成した。9月18日に「シーズン200奪三振を130.0イニングで達成」しMLB史上最速記録を更新、同時に1900年以降の近代野球においてブレーブスのルーキー初となるシーズン200奪三振も達成した。オフの10月10日、ブレーブスと2028年シーズンまで6年7500万ドルの延長契約を結んだ（2029年シーズンは2200万ドルのクラブオプション）。11月14日、ナ・リーグ最優秀新人選手賞（新人王）の投票結果が発表となり第2位に選出（新人王を受賞したのはチームメイトのマイケル・ハリス2世であり、同一球団から1位と2位が選出されたのは同じくブレーブスのクレイグ・キンブレルとフレディ・フリーマンが選ばれた2011年以来4組目）。また同年3月に合意された統一労使協約の特別ボーナス制度により、ア・リーグ新人王投票で同じく第2位に選出されたアドリー・ラッチマンと共に50万ドルのボーナスを取得した。
2023年は開幕から勝ち星を重ね、7月2日には早くも10勝に到達した。また同日に発表された選手間投票で初となるオールスターゲームに選出された（出場辞退）。8月1日のロサンゼルス・エンゼルス戦では初回に大谷翔平から三振を奪い、前年を更新するMLB最速シーズン200奪三振を123.1イニングで達成した。最終的に自身初となる20勝（5敗）、球団新記録となる281奪三振を記録し、最多勝利と最多奪三振の2冠を獲得した。
2024年は開幕投手を務めたが、5回2失点で勝敗はつかなかった。4月5日のアリゾナ・ダイヤモンドバックス戦後に右肘の違和感を訴え、翌日の検査で右肘に損傷があることが判明した。13日にトミー・ジョン手術を受け、残りのシーズンは欠場することが発表された。

## 人物
トミー・ジョン手術のリハビリ中に炎症を抑える目的に加え、18歳の時に高血圧と診断された事もあり、2019年からヴィーガンとして食生活を開始し現在も続けている。ストライダーは「高血圧で薬を飲んでいたけれど、アスリートとして薬に頼りたくないと思ったんだ。植物性の食事を始めてから2週間で血圧が正常になり、それ以来何の問題もない。それからトミー・ジョン手術から後戻りすることなく11ヶ月でリハビリを終えた。食事がすべてだとは思わない、でもそれを始めて以来順調だしこれからも続けていきたい」と語っている。

## 選手としての特徴
| 球種         | 割合 | 平均球速 | 平均球速 | 最高球速 | 最高球速 |
| 球種         | %    | mph      | km/h     | mph      | km/h     |
| ------------ | ---- | -------- | -------- | -------- | -------- |
| フォーシーム | 78.4 | 97.9     | 157.6    | 100      | 160.9    |
| スライダー   | 21.6 | 85.5     | 137.6    | 87.4     | 140.7    |

大学時代の球種はツーシーム、スライダー、チェンジアップであったが、トミー・ジョン手術から回復した2020年に投球スタイルを変化させた。フォーシームを積極的にストライクゾーン上部に投げ込み始め球速も向上、翌2021年夏にはスライダーとチェンジアップの改善にも力を入れた。メジャーに定着した2022年シーズン、スタットキャストにおいてフォーシームの平均球速が98.2mph（約158.0km/h）に到達すると、7月2日のシンシナティ・レッズ戦では2008年にMLBがトラッキングデータの収集を開始して以降、先発投手の投球において過去最速となる102.4mph（約164.8km/h）を計測した。

## 詳細情報

### 年度別投手成績
| 年 度    | 球 団    | 登 板 | 先 発 | 完 投 | 完 封 | 無 四 球 | 勝 利 | 敗 戦 | セ 丨 ブ | ホ 丨 ル ド | 勝 率 | 打 者 | 投 球 回 | 被 安 打 | 被 本 塁 打 | 与 四 球 | 敬 遠 | 与 死 球 | 奪 三 振 | 暴 投 | ボ 丨 ク | 失 点 | 自 責 点 | 防 御 率 | W H I P |
| -------- | -------- | ----- | ----- | ----- | ----- | -------- | ----- | ----- | -------- | ----------- | ----- | ----- | -------- | -------- | ----------- | -------- | ----- | -------- | -------- | ----- | -------- | ----- | -------- | -------- | ------- |
| 2021     | ATL      | 2     | 0     | 0     | 0     | 0        | 1     | 0     | 0        | 0           | 1.000 | 9     | 2.1      | 2        | 1           | 1        | 0     | 0        | 0        | 0     | 0        | 1     | 1        | 3.86     | 1.29    |
| 2022     | ATL      | 31    | 20    | 0     | 0     | 0        | 11    | 5     | 0        | 2           | .688  | 528   | 131.2    | 86       | 7           | 45       | 1     | 3        | 202      | 6     | 0        | 42    | 39       | 2.67     | 0.99    |
| 2023     | ATL      | 32    | 32    | 0     | 0     | 0        | 20    | 5     | 0        | 0           | .800  | 763   | 186.2    | 146      | 22          | 58       | 1     | 9        | 281      | 6     | 2        | 85    | 80       | 3.86     | 1.09    |
| 2024     | ATL      | 2     | 2     | 0     | 0     | 0        | 0     | 0     | 0        | 0           | ----  | 42    | 9.0      | 10       | 2           | 5        | 0     | 0        | 12       | 0     | 0        | 7     | 7        | 7.00     | 1.67    |
| MLB：4年 | MLB：4年 | 67    | 54    | 0     | 0     | 0        | 32    | 10    | 0        | 2           | .762  | 1342  | 329.2    | 244      | 32          | 109      | 2     | 12       | 495      | 12    | 2        | 135   | 127      | 3.47     | 1.07    |

- 2024年度シーズン終了時
- 各年度の太字はリーグ最高

### 年度別投手成績所属リーグ内順位
| 年 度 | 年 齢 | リ ｜ グ   | 勝 利 | セ ｜ ブ | ホ ｜ ル ド | 奪 三 振 | 防 御 率 |
| ----- | ----- | ---------- | ----- | -------- | ----------- | -------- | -------- |
| 2021  | 23    | ナ・リーグ | -     | -        | -           | -        | -        |
| 2022  | 24    | ナ・リーグ | -     | -        | -           | 6位      | -        |
| 2023  | 25    | ナ・リーグ | 1位   | -        | -           | 1位      |          |
| 2024  | 26    | ナ・リーグ | -     | -        | -           | -        | -        |

- -は10位未満（防御率は規定投球回到達未満の場合も-と表記）

### ポストシーズン投手成績
| 年 度     | 球 団     | シ リ ｜ ズ | 登 板 | 先 発 | 勝 利 | 敗 戦 | セ ｜ ブ | ホ ｜ ル ド | 勝 率 | 打 者 | 投 球 回 | 被 安 打 | 被 本 塁 打 | 与 四 球 | 敬 遠 | 与 死 球 | 奪 三 振 | 暴 投 | ボ ｜ ク | 失 点 | 自 責 点 | 防 御 率 | W H I P |
| --------- | --------- | ----------- | ----- | ----- | ----- | ----- | -------- | ----------- | ----- | ----- | -------- | -------- | ----------- | -------- | ----- | -------- | -------- | ----- | -------- | ----- | -------- | -------- | ------- |
| 2022      | ATL       | NLDS        | 1     | 1     | 0     | 1     | 0        | 0           | .000  | 12    | 2.1      | 3        | 1           | 2        | 1     | 0        | 4        | 0     | 0        | 5     | 5        | 19.29    | 2.14    |
| 2023      | ATL       | NLDS        | 2     | 2     | 0     | 2     | 0        | 0           | .000  | 52    | 12.2     | 12       | 4           | 5        | 1     | 1        | 15       | 1     | 0        | 5     | 4        | 2.84     | 1.34    |
| 出場：2回 | 出場：2回 | 出場：2回   | 3     | 3     | 0     | 3     | 0        | 0           | .000  | 64    | 15.0     | 15       | 5           | 7        | 2     | 1        | 19       | 1     | 0        | 10    | 9        | 5.40     | 1.47    |

- 2024年度シーズン終了時

### 年度別守備成績
| 年 度 | 球 団 | 投手（P） | 投手（P） | 投手（P） | 投手（P） | 投手（P） | 投手（P） |
| 年 度 | 球 団 | 試 合     | 刺 殺     | 補 殺     | 失 策     | 併 殺     | 守 備 率  |
| ----- | ----- | --------- | --------- | --------- | --------- | --------- | --------- |
| 2021  | ATL   | 2         | 1         | 0         | 0         | 0         | 1.000     |
| 2022  | ATL   | 31        | 5         | 8         | 0         | 1         | 1.000     |
| 2023  | ATL   | 32        | 5         | 15        | 0         | 0         | 1.000     |
| 2024  | ATL   | 2         | 1         | 0         | 0         | 0         | 1.000     |
| MLB   | MLB   | 67        | 12        | 23        | 0         | 1         | 1.000     |

- 2024年度シーズン終了時
- 各年度の太字はリーグ最高

### タイトル
- 最多勝利：1回（2023年）
- 最多奪三振：1回（2023年）

### 表彰
- プレイヤーズ・チョイス・アワーズ：優秀新人（2022年）
- ルーキー・オブ・ザ・マンス：1回（2022年7月）
- オールMLBチーム
  - ファーストチーム（先発投手）：1回（2023年）

### 記録
- MLBオールスターゲーム選出：1回（2023年〈辞退〉）

### 背番号
- 65（2021年 - 2022年）
- 99（2023年 - ）